# Jüdischer Friedhof Irrel

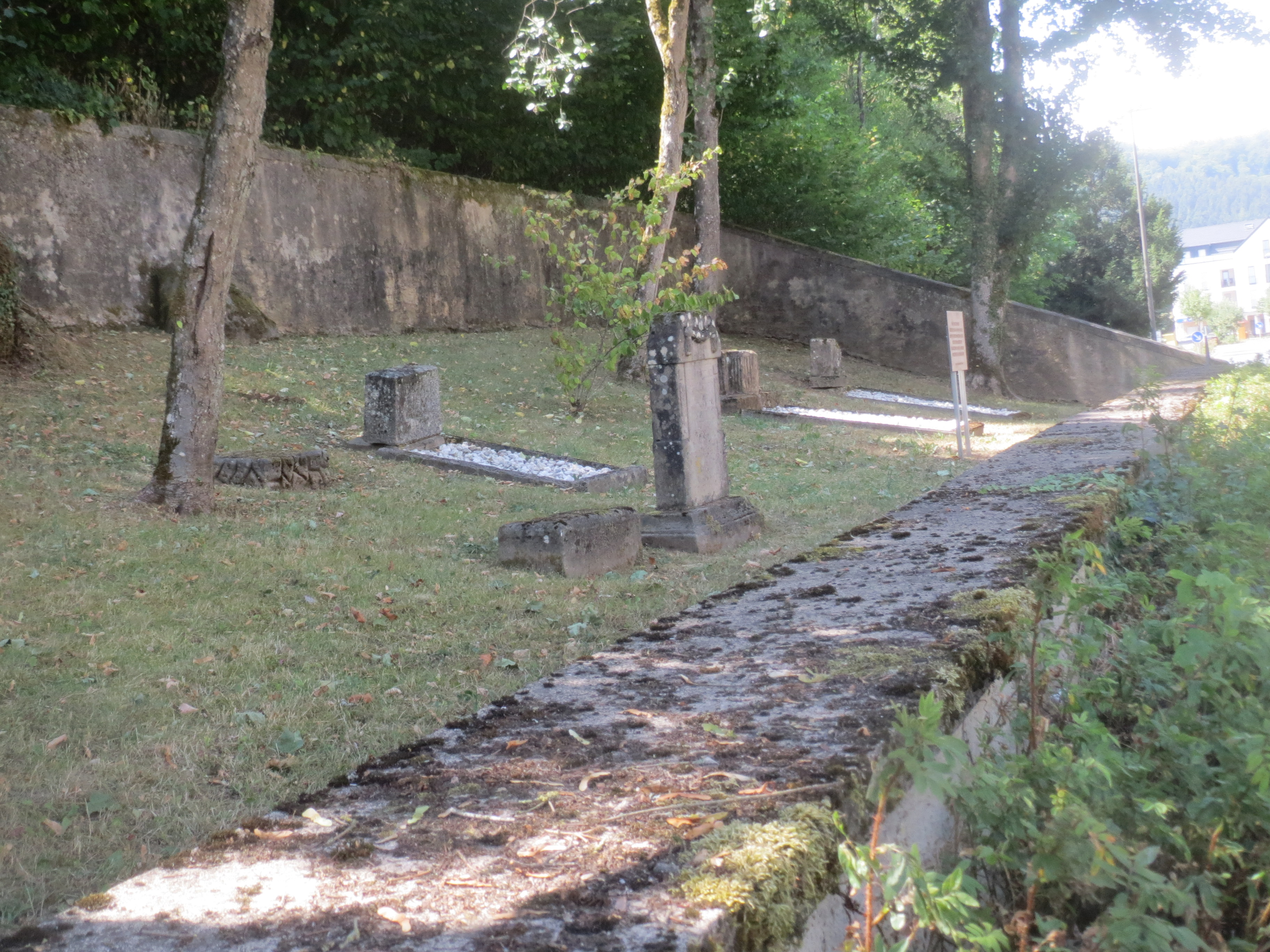
Jüdischer Friedhof Irrel

Der Jüdische Friedhof Irrel ist ein Friedhof in der Ortsgemeinde Irrel im Eifelkreis Bitburg-Prüm in Rheinland-Pfalz. Er steht als Kulturdenkmal unter Denkmalschutz.

## Geographische Lage
Der jüdische Friedhof liegt in der Talstraße gegenüber dem ehemaligen Bahnhof von Irrel, unmittelbar an der Landesstraße 4. Das Gelände befindet sich in leichter Hanglage und ist als Terrasse ummauert.

## Geschichte
Auf dem langgestreckten Areal sind insgesamt sechs Grabstätten erhalten, zwei davon sind noch mit dem ursprünglichen Grabstein ausgestattet. Diese beiden Grabsteine stammen aus den Jahren 1916 und 1919. Bei dem Grab von 1916 handelt es sich um ein Kindergrab. Der Grabstein besitzt eine zweisprachige Inschrift. Belegt wurde der Friedhof vermutlich von der Mitte des 19. bis zum Anfang des 20. Jahrhunderts.
Das Friedhofsgelände ist ferner mit einer Gedenktafel ausgestattet. Sie trägt die nachfolgende Inschrift: „Zur Erinnerung an unsere Bürger jüdischen Glaubens und zum Gedenken an ihr in den Jahren 1933 – 1945 durch Unrecht und Gewalt erlittenes Schicksal. Die Bürger der Ortsgemeinde Irrel.“
Siehe auch: Liste der Kulturdenkmäler in Irrel – Denkmalzonen